# Adrian Hough
Adrian Hough est un acteur canadien.

## Filmographie

### Cinéma
- 1989 : Unmasked Part 25 : Mick
- 1995 : Canadian Bacon : le russe
- 1996 : Balance of Power : Slater
- 1998 : Heartbeat: Changing Places : Brian Palmer
- 2005 : Fog : Père Malone
- 2006 : Underworld 2 : Évolution : le pilote
- 2006 : X-Men : L'Affrontement final : M. Grey
- 2006 : The Suspect : Paul
- 2007 : Bataille à Seattle : Durell
- 2007 : Nos souvenirs brûlés : un homme au meeting
- 2007 : Aliens vs. Predator: Requiem : le médecin
- 2008 : Funérailles d'enfer : Michael
- 2008 : La Castagne 3 : Y a-t-il un joueur pour sauver la junior league ? : M. Baker
- 2009 : Helen : le médecin
- 2009 : Le Cas 39 : l'homme en costume
- 2009 : Jennifer's Body : le père de Colin
- 2010 : Le Secret de Charlie : Ben Carroll
- 2011 : La Planète des singes : Les Origines : un membre de l'équipage
- 2011 : Donovan's Echo : le directeur scientifique
- 2012 : Dawn Rider : Shérif Cobb
- 2014 : The Clockwork Girl : Dendrus
- 2016 : The Perfect Pickup : M. Picotti
- 2016 : Real Fiction : Richard
- 2016 : Revenger (The Assignment) de Walter Hill : Sebastian Jane

### Télévision
- 1985 : Behind Enemy Lines : Caporal Cooper
- 1994 : Street-Legal : Arnold Byner (1 épisode)
- 1995-1996 : X-Men : Kurt Wagner et Nightcrawler (2 épisodes)
- 1997 : F/X, effets spéciaux : Jace Emery (1 épisode)
- 1997 : Nikita : Kiley (1 épisode)
- 1999 : Total Recall 2070 : Denison et Bill (2 épisodes)
- 1999 : Sydney Fox, l'aventurière : Lars Diebold (1 épisode)
- 1999 : Destins croisés : Dan Russell (1 épisode)
- 1999-2013 : Rescue Heroes : Cliff Hanger (32 épisodes)
- 2000 : Code Éternité : Brant (1 épisode)
- 2000 : The Secret Adventures of Jules Verne : Sanderson (1 épisode)
- 2000 : Jackie Bouvier Kennedy Onassis : Oleg Cassini
- 2001 : Judy Garland, la vie d'une étoile : le médecin
- 2001 : Doc (1 épisode)
- 2002 : Cold Squad, brigade spéciale : Harvey Moore (1 épisode)
- 2002-2003 : John Doe : Détective Kerrigan (3 épisodes)
- 2003 : Stargate SG-1 : un lieutenant Goa'uld (1 épisode)
- 2003 : Un homme pour la vie : Bryce Saunders
- 2004 : Qui veut m'épouser ? : un client
- 2004 : L Word : un serveur (1 épisode)
- 2004-2005 : Le Messager des ténèbres : The Abbey (5 épisodes)
- 2005 : Stargate Atlantis : Pranos (1 épisode)
- 2006 : Falcon Beach : Alan Murphy (6 épisodes)
- 2006 : The Time Tunnel : Sergent Stern
- 2006 : The Evidence : Les Preuves du crime : Henry Tafanelli (1 épisode)
- 2006 : Blade : Winston Haupt (2 épisodes)
- 2006 : La Peur d'un rêve : Dr Marquette
- 2006 : Mon enfant a disparu : Mark Frost
- 2006 : Réunion : Destins brisés : le shérif (1 épisode)
- 2006-2013 : Supernatural : Victor Rogers et Dr Aaron Hydeker (2 épisodes)
- 2007 : Smallville : Dr Robert Bethany (1 épisode)
- 2007 : Men in Trees : Leçons de séduction : le médecin (1 épisode)
- 2008 : Eureka : Dr Wilding (1 épisode)
- 2009 : Enquêteur malgré lui : l'homme à la moustache (1 épisode)
- 2009 : Mystère au Grand Nord : John
- 2009 : Harper's Island : Joseph Dunn (1 épisode)
- 2009 : Defying Gravity : CAPCOM (2 épisodes)
- 2009 : De mères en filles : William
- 2010 : Human Target : La Cible : James Dobbs (1 épisode)
- 2010 : Flashpoint : Victor Ackland (1 épisode)
- 2010 : Sanctuary : Liam (1 épisode)
- 2010-2012 : True Justice : Shérif Graves (13 épisodes)
- 2011 : La Loi de Goodnight : William Goodnight
- 2011 : Mortal Kombat : Emile (1 épisode)
- 2012 : Fringe : le professeur du MIT (1 épisode)
- 2014 : Klondike : Dan Condon (1 épisode)
- 2014 : Le cœur a ses raisons : Révérend Anderson (4 épisodes)
- 2014 : The Killing : Emmet Deschler (1 épisode)
- 2014-2016 : Once Upon a Time : le bûcheron (2 épisodes)
- 2016 : Enquêtes gourmandes : Meurtre al dente (The Gourmet Detective: Death Al Dente) de Terry Ingram (téléfilm) : Walter
- 2022 : Reginald the Vampire : Landry (saison 1, épisode 4)
- 2024 : Good Doctor : Paul Huston

### Jeu vidéo
- 2001 : X-Men: Mutant Academy 2 : Kurt Wagner et Nightcrawler
- 2012 : Assassin's Creed III : Haytham Kenway
- 2014 : Assassin's Creed: Rogue : Haytham Kenway